# Zilla Leutenegger
Zilla Leutenegger (* 11. April 1968 in Zürich) ist eine Schweizer Künstlerin. Sie gehört national und international zu den bekanntesten Schweizer Kunstschaffenden der Gegenwartskunst. Neben Videokunst und Fotografie arbeitet sie mit Malerei, Kunst am Bau, Performance und Digitaler Kunst.

## Leben
Nach dem Besuch der Handelsschule in Chur und der Textilfachschule Zürich war Zilla Leutenegger Einkäuferin für ein Bekleidungsunternehmen in Hongkong. Von 1995 bis 1999 studierte sie Bildende Kunst an der Zürcher Hochschule der Künste.
Zilla Leutenegger arbeitet in unterschiedlichen Medien, mit Zeichnung, Malerei, Fotografie, mit Raumelementen und mit digital bearbeiteten Bildern und Tönen.
Sie lebt und arbeitet in Zürich.

## Werke
Die Künstlerin arbeitet oft spielerisch, ihre Werke bestehen häufig aus wenigen, gesetzten Strichen. Im Gesamtwerk der Künstlerin bildet dabei insbesondere der «bewegte Strich im Raum» einen Schwerpunkt.
In ihren eigenen Arbeiten tritt sie häufig als Hauptakteurin auf. Sei es als eine ihr stark ähnelnden Figur oder dem Buchstaben Z als Emblem. Z, die Initiale ihres Vornamens Zilla, ist ihr Alter Ego, mit der die Künstlerin unterschiedliche Rollenmuster und Identitäten erprobt. In ihrem Werk finden sich Kindheitsträume und Phantastisches wie Alltagssituationen, beispielsweise Zilla, die Klavier spielt oder ein Buch liest.

## Einzelausstellungen (Auswahl)
- 2021: Zilla Leutenegger: Espèces d’espaces, Bündner Kunstmuseum, Chur
- 2019: Zilla Leutenegger: L’Ouest ou l’Est, L’Abbatiale, Bellelay
- 2019: Zilla Leutenegger: Treppenhaus, Universität St. Gallen
- 2016: Zilla Leutenegger, Musée Jenisch, Vevey
- 2016: Zilla Leutenegger – Tintarella di luna, Bündner Kunstmuseum, Chur
- 2015: Ring My Bell, Pinakothek der Moderne, München
- 2015: Exhibition Z – Neue Arbeiten von Zilla Leutenegger, Wolfsberg UBS, Ermatingen
- 2014: Zilla Leutenegger – Fair Lady Z, Museum Franz Gertsch, Burgdorf
- 2014: At Night, Centro de Arte Caja de Burgos, Burgos
- 2013: Zilla Leutenegger – 13 Räume: Eine Biografie in Kleidern, Museum Morsbroich, Leverkusen
- 2012: Umlaufbahn. Gast Zilla Leutenegger, Stiftung Trudi Demut und Otto Müller, Kunsthalle im alten Zürcher Güterbahnhof, Zürich
- 2011: Zilla Leutenegger – More than this, Weserburg, Museum für moderne Kunst, Bremen (in Zusammenarbeit mit der Sammlung Goetz, München)
- 2010: Ringkamp, St. Moritz Art Masters, St. Moritz
- 2008: Zilla und das 7. Zimmer, Kartause Ittingen – Kunstmuseum Thurgau, Warth
- 2008: Bienvenue!, Centre d’Art Passerelle, Brest
- 2007: Meet me in the Library (9 pm), CCA Center for Contemporary Art, Tel Aviv
- 2007: Münchner Wohnung: Kitchen and Living Room, ZKMax, München
- 2006: Zilla Leutenegger, Ursula Blickle Videolounge, Kunsthalle Wien
- 2006: Wichtiger Besuch, Saarlandmuseum, Saarbrücken
- 2005: The Smokers, Centro Galego de Arte Contemporánea, Santiago de Compostela
- 2004: Wishful Thinking, Fundació „La Caixa“, Sala Montcada, Barcelona
- 2004:  Zilla Leutenegger / Manor-Kunstpreis, Bündner Kunstmuseum, Chur
- 2003: Der Mond ist mein Freund, Halle für Kunst, Lüneburg
- 2003: If I am not here, I’m over there, FACT, Centre Gallery Two, Liverpool

## Gruppenausstellungen (Auswahl)
- 2019: Fly me to the Moon, Kunsthaus, Zürich / Museum der Moderne, Salzburg
- 2019: Big Picture, Aargauer Kunsthaus, Aarau
- 2018: Jahresausstellung, Bündner Kunstmuseum, Chur
- 2018: The World on paper, Deutsche Bank Kunsthalle, Berlin
- 2018: Arte Castasegna – Progetti d’arte in Val Bregaglia, Castasegna
- 2018: Have a Seat, Helvetia Art Foyer, Basel
- 2017: Ein Augenschein von 1944–2017, Museum Haus Konstruktiv, Zürich
- 2017: Interval in Space, Nairs, Scuol / Osage Art Foundation, Hong Kong
- 2017: Ewige Gegenwart, Graphische Sammlung ETH Zürich
- 2016: Nun scheint in vollem Glanze, Museum Villa Rot, Burgrieden-Rot
- 2016: Die Linie im Raum, Kunsthaus Uri, Altdorf
- 2016: No Place like Home, Haus der Kunst, München
- 2016: Homebase, KAI10, Raum für Kunst, Düsseldorf
- 2015: Charaktere, Bündner Kunstmuseum zu Gast im Kunsthaus Zug
- 2015: Homebase, Kunsthalle Nürnberg
- 2015: Video Arte, Palazzo Castelmur, Stampa-Coltura
- 2015: Line in Space, Arter Space for Art, Istanbul
- 2014: Docking Station, Aargauer Kunsthaus, Aarau
- 2014: You imagine what you desire, Biennale of Sydney
- 2014: Goût et dégoût: art et alimentation, Musée jurassien des Arts, Moutier
- 2013: Video Arte, Palazzo Castelmur, Stampa-Coltura
- 2013: Cut! Videokunst aus der Sammlung, Aargauer Kunsthaus, Aarau
- 2013: Behaglich ist anderswo. Werke aus der Sammlung, Kunst(Zeug)Haus, Rapperswil-Jona
- 2012: Brücken(schlag), Vögele Kultur Zentrum, Pfäffikon
- 2012: Video, Bündner Kunstmuseum, Chur
- 2012: Parallelwelt Zirkus, Kunsthalle Wien
- 2012: Gewebe. Zeichnungen aus der Sammlung, Bündner Kunstmuseum, Chur
- 2012: 30 Künstler / 30 Räume, Institut für moderne Kunst Nürnberg / Kunsthalle Nürnberg / Kunstverein Nürnberg / Neues Museum, Nürnberg
- 2011: Farewell to Longing. Figurationen von Heimat in der Gegenwart, Kunstraum Niederösterreich, Wien
- 2011: Fetisch Auto. Ich fahre, also bin ich, Museum Tinguely, Basel
- 2011: Erfahrung und Sprache, Kunstraum Vaduz
- 2011: Swiss Drawings 1990–2010, Aargauer Kunsthaus, Aarau
- 2011: Nouvelles Collections IV, CentrePasquART, Biel
- 2011: Anonyme Skulpturen. Video und Form in der zeitgenössischen Kunst, Galerie im Taxipalais, Innsbruck / Museum Haus Esters, Krefeld (2010)
- 2010: Shadowdance, Kunsthal KadE, Amersfoort
- 2010: Silent Revolution, K20/K21 – Kunstsammlung Nordrhein-Westfalen, Düsseldorf
- 2010: Neu in der Sammlung, Kunst(Zeug)Haus, Rapperswil-Jona
- 2010: Swiss Drawings 1990-2010, Musée Rath, Genf
- 2010: Press Art, Sammlung Annette und Peter Nobel, Kunstmuseum St. Gallen
- 2009: Looping Memories. Arbeiten einer Schweizer Videokunst-Sammlung, PROGR - Zentrum für Kulturproduktion, Bern
- 2009: Video Drawing, Ticho House, The Israel Museum, Jerusalem
- 2008: Expedition ins Tierreich, Sprengel Museum, Hannover
- 2008: Der lange Atem – Schweizer Kunst 1978 bis 2008, Kunst(Zeug)Haus, Rapperswil-Jona
- 2008: The Morning After. Videoarbeiten der Sammlung Goetz, Weserburg Museum für Moderne Kunst, Bremen
- 2007: Lichttage, Winterthur
- 2007: Swiss Made II. Präzision und Wahnsinn, Kunstmuseum Wolfsburg
- 2007: Schwarz auf weiss – Zeichnung in der Sammlung Bosshard, Alte Fabrik, Rapperswil-Jona
- 2007: Momentary Momentum, Parasol Unit, London
- 2007: Dessine-moi un mouton, Kartause Ittingen - Kunstmuseum Thurgau, Warth
- 2007: Imagination Becomes Reality. Werke aus der Sammlung Goetz, ZKM, Museum für Neue Kunst, Karlsruhe / Sammlung Goetz, München (2006)
- 2006: Storylines, Centre d’art Passerelle, Brest
- 2006: Version Animée, Centre d’art contemporain, Genf
- 2006: Fliegende Kühe und andere Kometen – nicht nur komische Dinge in der Kunst, Villa Merkel, Esslingen
- 2006: Visioni del Paradiso, Instituto Svizzero di Roma, Rom
- 2005: As Time Goes By, Kunsthalle Zürich
- 2005: The Wonderful Fund Collection, Le Musée de Marakech, Marakesch
- 2005: Werke aus der Sammlung der Bank Julius Bär, Centre d’art contemporain, Genf
- 2005: Swiss Video Landscape Today – Looped Sensations, Yokohama Museum of Art / 21st Century Museum of Contemporary Art, Kanazawa / Goethe-Institut, Kyoto (JP)
- 2005: Herzog & de Meuron, Nr. 250, Netherlands Architecture Institute, Rotterdam / Tate Modern, London / Schaulager, Basel (2004)
- 2004: In erster Linie…, Kunsthalle Fridericianum, Kassel
- 2004: Werk- und Atelierstipendien der Stadt Zürich, Helmhaus, Zürich
- 2004: Werke aus der Sammlung, Aargauer Kunsthaus, Aarau
- 2004: Schwarz auf Weiss. Zeichnerischer Realismus heute, Kunstmuseum Solothurn
- 2003: Buenos Dias Buenos Aires, Museo de Arte Moderno de Buenos Aires
- 2003: Digital Video, Palais de Tokyo, Paris
- 2003: Comment rester zen?, Centre Culturel Suisse, Paris
- 2003: Animations, Kunst-Werke, Berlin
- 2003: Durchzug / Draft, Kunsthalle Zürich

## Auszeichnungen
- 2001, 2002 & 2004: Stipendium für bildende Kunst der Stadt Zürich
- 2004: Manor Kunstpreis Chur
- 2005: Eidgenössischer Preis für Kunst

## Film
- 2021: Zilla - Heute heiß ich Zilla, Dokumentarfilm von Iwan Schumacher (Drehbuch und Regie), Originalversion Schweizerdeutsch – Untertitel DE, FR, IT, EN – DCP – 62 min.[5][6]